# Премия NAVGTR

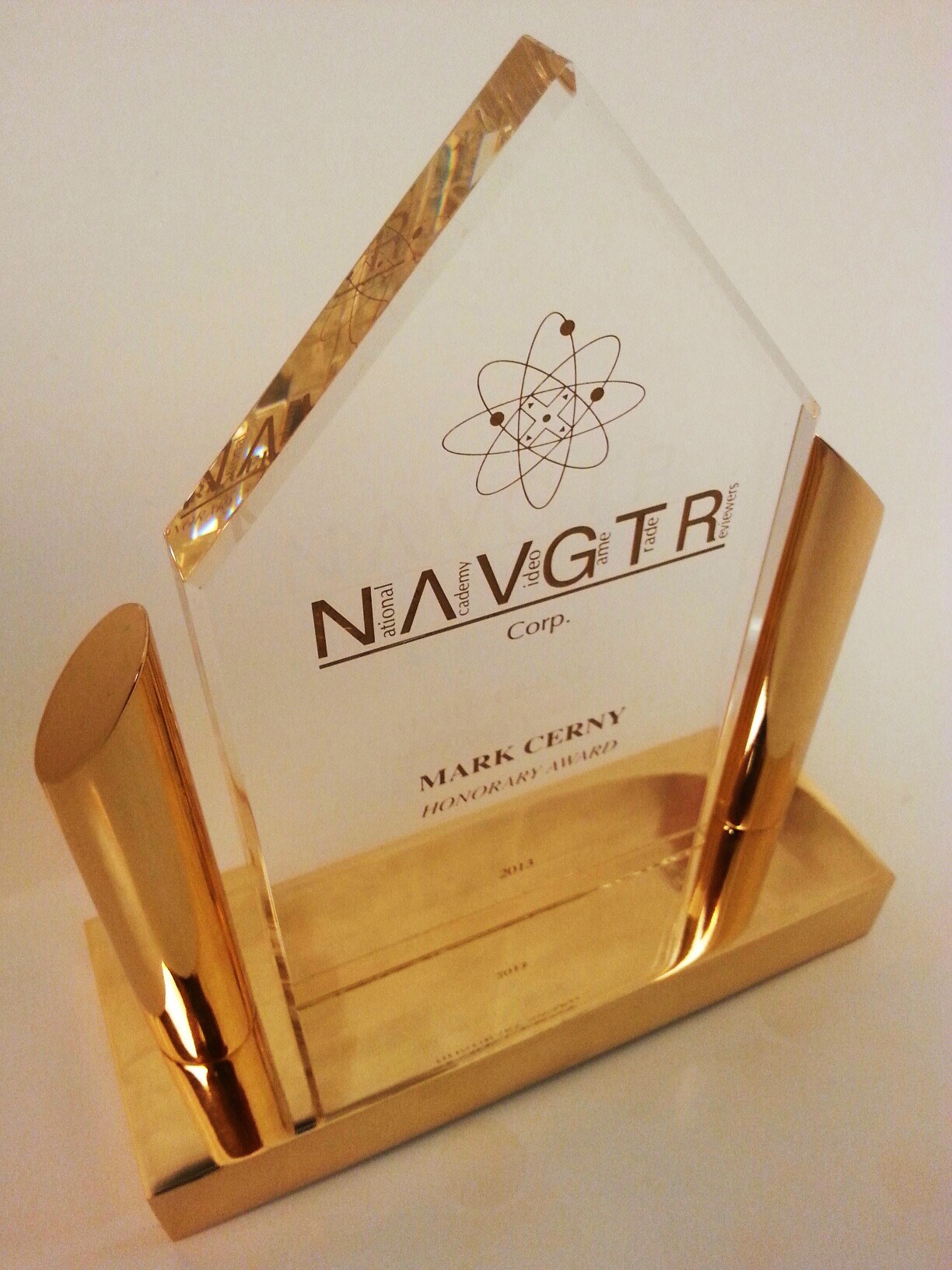
Премия учреждена NAVGTR в 2001 году и присуждается ежегодно

Премия NAVGTR —  церемония награждения в индустрии видеоигр, организованная Национальной академией обозревателей торговли видеоиграми или NAVGTR, которая была основана в 2001 году как Национальная академия тестировщиков и обозревателей видеоигр.
NAVGTR — американская некоммерческая организация, которая продвигает и структурирует индустрию интерактивных развлечений. С 2001 года она ежегодно вручает свою премию, и более 600 профессиональных представителей игровой прессы голосуют за номинации. В 2013 году премия вручалась в 54 номинацях.